# Верхньо-Калгуканське сільське поселення
Верхньо-Калгука́нське сільське поселення (рос. Верхне-Калгуканское сельское поселение) — сільське поселення у складі Калганського району Забайкальського краю Росії.
Адміністративний центр та єдиний населений пункт — село Верхній Калгукан.

## Населення
Населення сільського поселення становить 314 осіб (2019; 325 у 2010, 397 у 2002).